# Anton Tiefenthaler
Anton Tiefenthaler (* 11. Mai 1929 in Hall in Tirol; † 16. Jänner 1982 in Innsbruck) war ein österreichischer Maler.

## Leben
Seine Eltern waren Anton Johann Tiefenthaler aus Mils (1897–1976), Bauer und Frächter, und Maria, geb. Angerer (1898–1932).
Ab dem 14. Lebensjahr hatte er Kontakt mit dem Pädagogen und Schriftsteller aus dem Brenner-Kreis Daniel Sailer. Nach dem Besuch der Volksschule in Mils bei Hall und der Hauptschule in Hall besuchte er ab Herbst 1944 die Staatsgewerbeschule Innsbruck. Von Herbst 1945 bis Sommer 1948 war er Schüler der Abteilung Kunsthandwerk an der Bundesgewerbeschule unter den Lehrern Jörg Srnka-Hohenlindegg, Helmut Rehm und Toni Knapp. Vom Herbst 1949 bis Sommer 1953 belegte er ein Studium an der Akademie der bildenden Künste Wien bei den Professoren Sergius Pauser und Herbert Boeckl. Im ersten Studienjahr bezog er eine Wohngemeinschaft mit Wilfried Kirschl, dann mit Norbert Drexel und Elmar Kopp.
Seit 1953 war er als freier Maler in Tirol tätig. Ab 1953 unternahm er Studienreisen und Auslandsaufenthalte.

## Auszeichnungen
- 1963 Theodor-Körner-Preis
- 1981 Berufstitel Professor
- Anton-Tiefenthaler-Weg (⊙) in Mils

## Werke

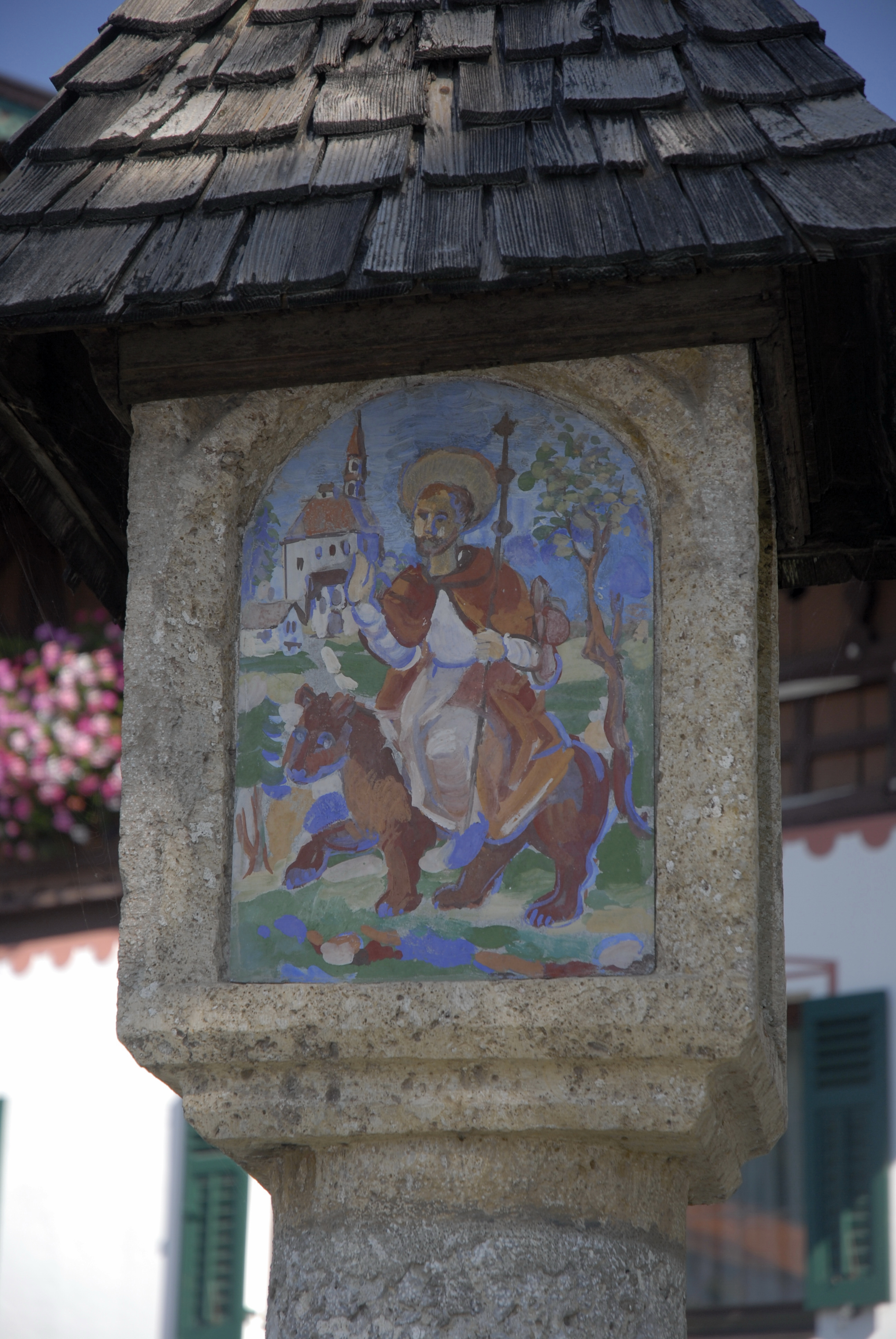
Hl. Romedius, Bildtafel in Thaur (1965)

- Nischenbilder, Pestsäule, Axams, um 1950[1]
- Fresko mit den hll. Florian und Sebastian, Kriegerdenkmal Mils, um 1950[2]
- Wandbilder mit bäuerlichen Szenen, Volksschule Mils, um 1953[3]
- Fassadenfresko Lasset die Kinder zu mir kommen, Gemeindeamt (altes Schulhaus) Gnadenwald, 1954[4]
- Wandbilder Apokalypse und Christus mit hl. Franz von Assisi, Hauskapelle der Landes-Taubstummen-Anstalt, Mils, um 1955[5]
- Bildtafeln mit Heiligendarstellungen, Bildsäule am Dorfplatz, Thaur, 1965[6]
- Kreuzwegstationen in der Neuen Pfarrkirche Navis, 1967
- Wandbilder hl. Florian und Gemeindewappen, Feuerwehrhaus Mils, 1970[7]